# كينيلم هنري ديجبي
كينيلم هنري ديجبي ( ١٧٩٧ - ١٨٨٠) هو كاتبًا أنجلو أيرلندي، استندت سمعته بشكل أساسي على أول منشوراته، The Broad Stone of Honour ، أو قواعد السادة المحترمين في إنجلترا (١٨٨٠) ، والذي يحتوي على دراسة شاملة لـِعادات القرون الوسطى. بعد ذلك تم تكبير العمل وإصداره في (1828-29) في أربعة مجلدات بعنوان: جوديفريدوس و تانكريدوس و موروس و أورلاندو. شَجَّع تعرض ديجبي لروايات والتر سكوت وإيفانهو في شبابه على إضفاء الطابع الرومانسي على العصور الوسطى.ساهم برود ستون في إيديولوجية الإقطاع لحركة إنجلترا الشابة وأثر على العديد من معاصري ديجبي في كامبريدج. غرس الكتاب القراء بأفكار الفروسية والكاثوليكية القوية وشدد على أهمية المعرفة القلبيّة على التعلم الفكري من خلال تقديم الشخصيات التاريخية كنماذج يحتذى بها. كما ساعد إحياء ديجبي لمبادئ العصور الوسطى الشباب في عصره على بناء فكرتهم عن معنى «الرجل النبيل».
ولد في كلونفيرت، وكان عمره ١٥ عامًا عندما توفي والده عام ١٨١٢. وانتقل إلى إنجلترا للإنضمام لمدرسة بيترشام الثانوية بالقرب من لندن.  من ١٨١٦ إلى ١٨١٩، ذهب إلى كلية ترينيتي، كامبريدج[بحاجة لمصدر]، حيث دعا بعض أعضاء الجامعة إلى الإصلاح والنظام الجمهوري ؛ومع ذلك، فضل ديجبي النظام الملكي القوي، والكنيسة، والفروسية. في الكامبريدج قرأ كتاب تينيسون وهالام. كان أصدقاؤه المقربون هناك جورج داربي، وجوليوس هير، وويليام ويلي، وآدم سيدجويك. وفي الصيف، سافر عبر أوروبا لرسم القلاع القديمة والكتابة.
إهرنبرايتشتاين، قلعة ضخمة من العصور الوسطى في ألمانيا، الهمتهُ عنوان -The Broad Stone of Honour-. نشر الكتاب في مجلد واحد عام ١٨٢٢، ويبدو أن المعتقدات التي اكتشفها أثناء كتابته ساهمت في تحوله إلى الكاثوليكية في عام ١٨٢٥.بعد ذلك، أعاد كتابة المجلد الواحد ووسعه إلى أربعة، نُشر في 1828-29: جوديفريدوس ، الذي يحتوي على مقدمة عامة (سميت على اسم جودفري بولوني ، بطل الحملة الصليبية) ؛ تانكريدوس ، يناقش انضباط الفروسية ويثني على المسيحية (نسبةً إلى ترانكيد هوتفيل ، بطل آخر للحملة الصليبية) ؛ موروس، الذي انتقد الإصلاح باعتباره موت الفروسية والدين (نسبةً للسيد توماس مور) ؛ أورلاندو، الذي وصف فكر ديجبي عن سلوك الفروسية (نسبةً إلى أورلاندو فوريوسو لِ لودوفيكو أريوستو .).  بحاجة لمصدر]

## روابط خارجية
- "Kenelm Henry Digby". الموسوعة الكاثوليكية. نيويورك: شركة روبرت أبيلتون. 1913.
- Kenelm Henry Digby Collection. James Marshall and Marie-Louise Osborn Collection, Beinecke Rare Book and Manuscript Library, Yale University.